# Rosie, sa vie est dans sa tête
Pour les articles homonymes, voir Rosie.
Pour plus de détails, voir Fiche technique et Distribution.
Rosie, sa vie est dans sa tête est un film belge réalisé par Patrice Toye, sorti en 1998. 
Le film reçoit le prix André-Cavens par l’Union de la critique de cinéma (UCC) en 1999.

## Synopsis
Rosie vit avec Irène, sa grande sœur dans une cité pauvre de Flandre. Elle s'ennuie profondément et trompe l'ennui en tenant pour véridiques des histoires à l'eau de rose qu'elle lit dans des livres. Sa vie monotone est un jour bouleversée par le retour à la maison de son frère Michel qui entretient une relation houleuse avec Irène.
Elle rencontre alors Jimmy, un jeune homme rebelle et déluré avec qui elle se lie fortement d'amitié. Cependant, Jimmy va la monter progressivement contre Michel.
Lors d'un accident dont il est victime, Michel révèle à Rosie qu'il est son père et qu'Irène n'est pas sa sœur mais sa mère. Obéissant aux conseils de Jimmy, Rosie refuse d'aller chercher du secours et laisse Michel mourir devant elle.
Le film se termine par la sortie de Rosie d'une institution psychiatrique. Irène vient rechercher Rosie. Jimmy est là également mais seule Rosie peut le voir car il apparaît finalement que Jimmy n'existe pas, il est issu de l'imagination de Rosie.

## Fiche technique
- Titre français : Rosie, sa vie est dans sa tête
- Réalisation : Patrice Toye
- Scénario : Patrice Toye
- Photographie : Richard Van Oosterhout
- Musique : John Parish
- Production : Kaat Beels, Christel Helsen et Antonino Lombardo
- Pays d'origine : Belgique
- Format : Couleurs
- Genre : drame
- Durée : 97 minutes
- Date de sortie : 1998

## Distribution
- Aranka Coppens : Rosie
- Sara de Roo : Irene
- Dirk Roofthooft : Bernard Vermarcke
- Joost Wijnant : Jimmy
- Frank Vercruyssen : Michel
- Mieke De Groote : la directrice de l'institution
- Adriaan Van den Hoof : Tony
- Lana Thielemans : Elvis
- Lisa Thielemans : Elvis
- Johanna Van den Wijgaerde : Stella
- Kyoko Scholiers : Arlette
- Mieke Ceulemans : Petra
- Xadi Meeusen : Suzy
- Rilke Eyckermans : Regina
- Ellen Dierckx : la femme de ménage
- Patrick Holthof : le vieux monsieur
- Eddy Praet : un passant
- Tine Embrechts : une passante
- René Kempeneers : Concierge
- Jan Stassijns : Agent
- Staf Coppens : Figurant
- Elm Van der Vorst : Figurant
- Louis De Pelsmaeker : Commentaire